# طاق دوستی مردم
طاق دوستی مردم (اوکراینی: Арка дружби народів، آوانگاری: Arka druzhby narodiv بنای تاریخی در استان کیف، پایتخت اوکراین است. در ۷ نوامبر ۱۹۸۲ به مناسبت ۶۰امین سالگرد اتحاد جماهیر شوروی و جشن ۱۵۰۰ سالگرد کیف افتتاح و بازگشایی شد.
مجسمه زیر طاق، که یک کارگر اوکراینی و یک کارگر روسیه ای را در کنار هم ایستاده بودند، در آوریل ۲۰۲۲ درحجوم روسیه به اوکراین در تاریخ ۲۰۲۲ منحل شداین طاق دوستی که بخشی از ساختمان یادبود طاق دوستی مردم بود، قرار است تغییر نام داده شود و به یک بنای تاریخی جدید تبدیل شود.

## شرح
طاق دوستی در سال ۱۹۸۲ توسط مجسمه‌ساز اسکوبلیکوف و معمار ایوانوف و غیره ساخته شد. این بنای تاریخی از ۳عنصر مجسمه‌سازی تشکیل شده‌است: یک طاق و دو مجسمه.
- 1 /۵۰ متر (۱۶۴ فوت) در قطر، قوس رنگین کمانی شکل، ساخته شده از تیتانیوم.
- مجسمه ای برنزی که نشان دهنده یک کارگر روسی و اوکراینی است که نشانه دوستی مردمان اتحادیه شوروی را در دست دارند
- ۱ استیل گرانیتی که شرکت کنندگان در شورای پریاسلاو در سال ۱۶۵۴م را نشان می‌دهد.

طاق<بنای> باقی مانده در کنار یک سکوی تماشا قرار دارد که در آن می‌توان بیشتر افق شرقی کیف، ترویشینا و به سمت شمال شهر، پودیل و اوبولون را مشاهده می‌توان نمود.
این بنای یادبود توسط ولدیمیر شربیسکی، دبیر اول حزب کمونیست، معرفی شد در ۷ نوامبر ۱۹۸۲، برای بزرگداشت شصتمین سالگرد اتحاد جماهیر شوروی و جشن هزار پانصد سالگرد کی یف <اگرچه اتحاد جماهیر شوروی در ۳۰ دسامبر ۱۹۲۲ اعلام شد ۷ نوامبر ۱۹۸۲ ۶۵ سالگرد انقلاب اکتبر ۱۹۱۷> این بنای تاریخی همراه با موزه اتحاد لنین (امروز، خانه اوکراین) افتتاح شد.
این طاق لقب <<محلی/یوغ/یا به اصطلاح بندوق نام >>داشت. داشت.

## محل
تمام آلبوم طاق دوستی شهروندان و بنای بازمانده آن در بالای ساحل سمت راست رودخانه دنیپر مشرف به پل پارک و بزرگراه ساحل قرار داشت، نابرژن شوسه. پل پارک یک پل گذرگاه یا به اصطلاح پل عابر پیاده پیاده است که شهر را به جزیره تروخانیف متصل می‌کند) این مکان در عقب مجموعه بناهای انجمن ملی فیلارمونیک اوکراین در پارک «خرشچاتی» (اوکراینی: Хрещатий парк) که در زمان افتتاح پارک پیشگام نامیده می‌شد.

## برچیدن
در ۲۰ مه ۲۰۱۶، دولت اوکراین برنامه‌هایی را برای برچیدن طاق به عنوان بخشی از قوانین خلع سلاح خود اعلام کرد. در عوض آن، یک یادبود مختص داده شده به جانبازان جنگ در دونباس نقشه ریزی شده بود. مدیر بنیاد یادگاری ملی اوکراین ولودیمیر ویاتروویچ در فوریه ۲۰۱۸ ابراز داشت که «یک اعضای مجسمه» از این بنای<طاق> قدیمی باید بر پایه قوانین غیرفعال سازی پاک شود.
برای مسابقه آهنگ یوروویژن ۲۰۱۷، طاق <بنا>به‌طور گذرا به گونه رنگین کمان رنگ آمیزی شد. و به طاق<بنا> گوناگونی تغییر نام داد/ این نماد به نام نماد رژه پراید کیف دو چندان شد و در شب مثل رنگین کمان روشن شد.
در سال ۲۰۱۸، کنشگران حقوق بشر یک برچسب موقت روی طاق<بنا> قرار دادند که شبیه ترک بود. این نشانه حمایت از زندانیان سیاسی بود که به‌طور غیرقانونی در روسیه و کریمه ضمیمه شده‌اند. به گفته برگزارکنندگان، این اقدام با هدف شیفتگی به تقدیر مردمان اوکراین و همچنین تشویق همه به تلاش هر چه بیشتر برای آزادی زندانیان سیاسی در روسیه است.
طاق<بنا> دوستی شهروندان یکی از شصست بنای قدیمی بود که شورای شهر کیف (در آوریل ۲۰۲۲) تصمیم به حذف آنها داشت.

## نگارخانه

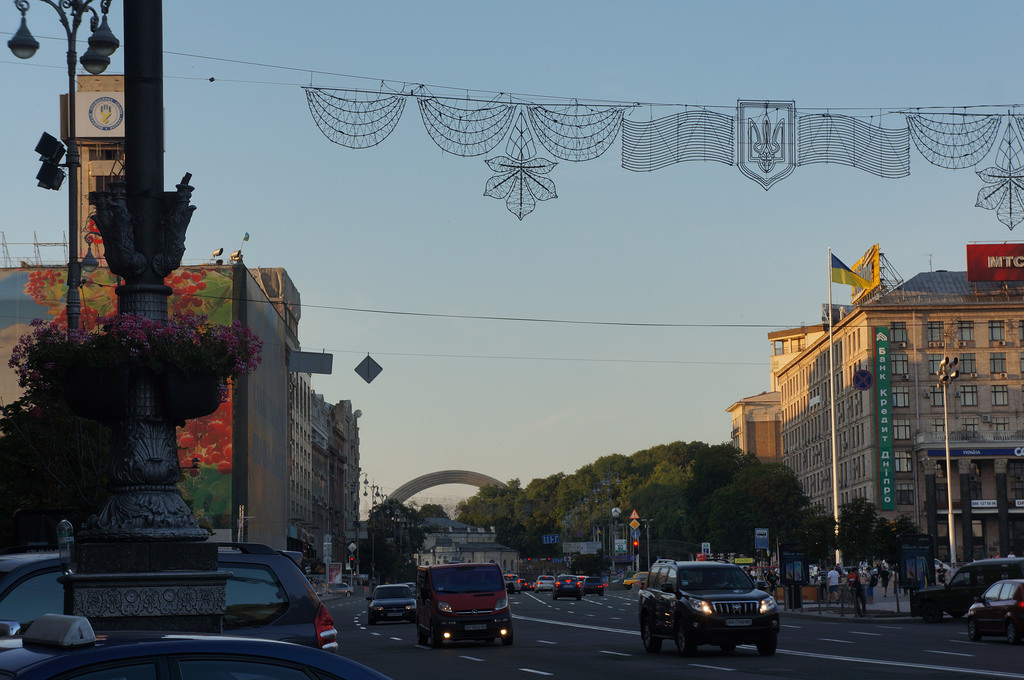
طاق(بنای) یادبود از میدان نزاله‌ژنستی در سال ۲۰۱۵
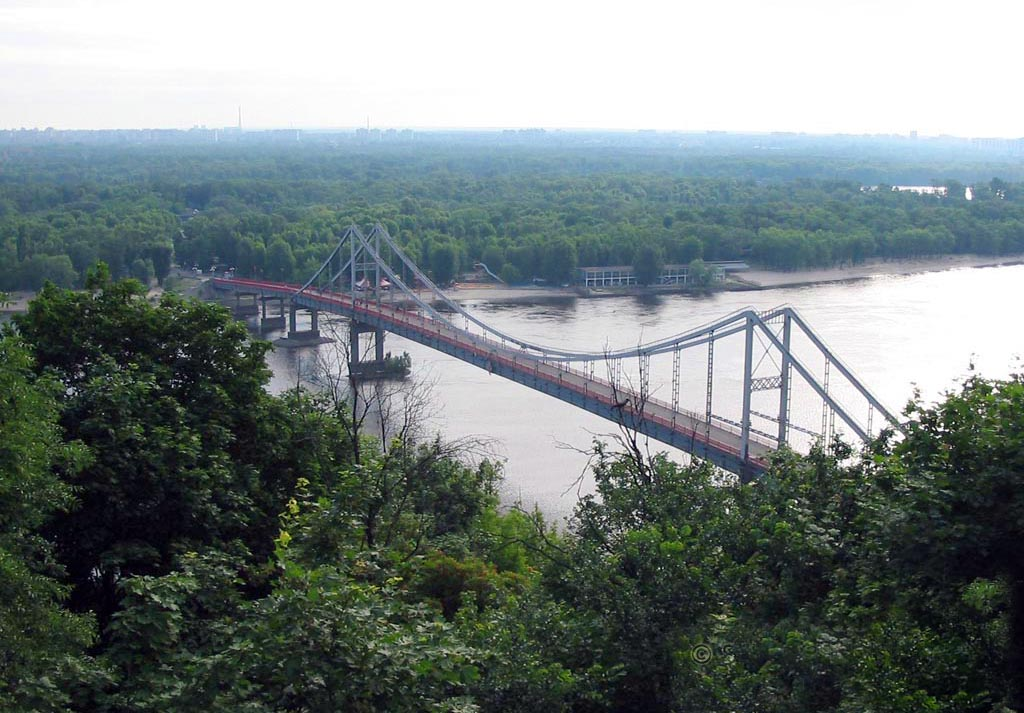
پل پارک